# Ђана Смајо
Ђана Смајо (Сплит, 16. март 2003) хрватска је певачица.

## Биографија
Први пут се у јавности појављује са 12 година у хрватском музичком такмичењу Звјездице. Заузима 2. место у такмичењу, а у следећој сезони истог такмичења и 3. место. Победила је на такмичењу Fabriqué тражи звијезду. Два пута је учествовала на хрватском националном избору Дора за Песму Евровизије.
Студент је Филозофског факултета у Загребу, студира француски и португалски језик. Од године 2024. живи и ради у Београду.

### IDJ Show
Године 2023. учествује у такмичењу IDJ Show, у ком улази у топ 12 такмичара, тиме добија прилику да сними своју песму и спот. До краја шоуа остаје међу првима, и на крају завршава као победник друге сезоне. Ментор јој је Наташа Беквалац.

## Дискографија

### Синглови
- One (2020)
- Твоја драга не зна (2020)
- Free fallin' (2023)
- Жар са Албином (2023)
- Љубав (2023)
- Алармантно (2024)
- 12xјануар са Рељом (2024)
- Носталгија (2024)
- Иди са Томом (2024)
- Пустиња (2025)

### Обраде
- Требаш ли ме (2023)
- Алкохол и диско x Љубила x Твоје име (2023)
- Пола сунца са Томом (2023)
- Грам емоција x Олоши са Сањом Алекс (2023)
- Не куни ме, не ружи ме, мајко (2023)
- До неба са Натали Балмикс (2023)
- Она није тa са Павлом Васиљевићем (2024)